# Норт Либерти (Ајова)
Норт Либерти (енгл. North Liberty) град је у америчкој савезној држави Ајова. По попису становништва из 2010. у њему је живело 13.374 становника.

## Демографија
Према попису становништва из 2010. у граду је живело 13.374 становника, што је 8.007 (149.2%) становника више него 2000. године.
| Група             | 2000.         | 2010.          |
| Белци             | 5.048 (94,1%) | 11.773 (88,0%) |
| Афроамериканци    | 82 (1,5%)     | 608 (4,5%)     |
| Азијати           | 44 (0,8%)     | 246 (1,8%)     |
| Хиспаноамериканци | 128 (2,4%)    | 462 (3,5%)     |
| Укупно            | 5.367         | 13.374         |